# Kurt Seebohm
Kurt Seebohm (* 25. Juni 1870 in Düsseldorf; † 22. Juni 1946 in Dortmund-Kurl) war ein deutscher Bergbauingenieur und Manager in der Montanindustrie.

## Familie
Seine Eltern waren der Bergbauingenieur und Montan-Manager Hermann Seebohm (1827–1886) und dessen Ehefrau Mary Seebohm geb. Harding Mulvany (1836–1875), sein Großvater mütterlicherseits war der irische Bergbauunternehmer William Thomas Mulvany.
Seebohm heiratete seine Cousine 2. Grades Ida Seebohm (1869–1958), eine Tochter von Bernhard Seebohm (1839–1907, Bergwerksdirektor in St. Richardschacht-Teplitz, ein Vetter seines Vaters). Ihr Sohn Hans-Christoph Seebohm war Bergbauingenieur, Industriemanager und später Bundesverkehrsminister und Vizekanzler der Bundesrepublik Deutschland.

## Leben
Seebohm studierte an der Albert-Ludwigs-Universität Freiburg und an der Bergakademie Freiberg; er wurde im April 1888 Mitglied des Corps Hasso-Borussia. Nach dem Abschluss mit dem ersten Staatsexamen absolvierte er den Vorbereitungsdienst und trat nach dem bestandenen zweiten Staatsexamen in den sächsischen Staatsdienst ein, als Bergassessor und Hilfsarbeiter war er beim Sächsischen Oberbergamt Freiberg sowie bei den Bergämtern Freiberg, Dresden und Zwickau tätig. 1902 wurde er aus dem Staatsdienst beurlaubt, um als Bergwerksdirektor die Leitung der oberschlesischen Gruben des Fürsten Pleß zu übernehmen. 1904 kehrte er als Leiter der Berginspektion Ölsnitz in den sächsischen Staatsdienst zurück. Am 1. Oktober 1906 nahm er seinen endgültigen Abschied und wechselte in die Privatwirtschaft. Seebohm wurde Leiter der Britannia-Kohlenwerke in Graupen, Seestadtl und Königswerth an der Eger, an denen die Familie Seebohm beteiligt war.
Von 1915 bis 1940 war Seebohm Generaldirektor der Britannia-Kohlenwerke. Die Nationalsozialisten schlugen 1940 erhebliche Teile des Britannia-Konzerns zur Sudetenländischen Bergbau AG. Die Reste der Werke im Falkenauer Revier wurden mit der Grassether Braunkohlengesellschaft zur Egerländer Bergbau-AG verschmolzen, deren Generaldirektor Seebohm blieb. Nach der Enteignung wurde Seebohm im November 1945 aus der Tschechoslowakei ausgewiesen. Er starb 1946 in Dortmund-Kurl und wurde in Bad Pyrmont beigesetzt.